# Marcus Cooper
Marcus Cooper (Bloomfield, 1º febbraio 1990) è un giocatore di football americano statunitense che gioca nel ruolo di cornerback per i Chicago Bears della National Football League (NFL). Fu scelto nel corso del settimo giro (252º assoluto) del Draft NFL 2013 dai San Francisco 49ers. Al college giocò a football alla Rutgers University.

## Carriera professionistica

### San Francisco 49ers
Cooper fu scelto nel corso del settimo giro del Draft 2013 dai San Francisco 49ers. Il 31 agosto 2013 fu svincolato.

### Kansas City Chiefs
Il 1º settembre 2013, Cooper firmò coi Kansas City Chiefs. Debuttò come professionista mettendo a segno un tackle nella vittoria della settimana 1 contro i Jacksonville Jaguars. Nella settimana 4 disputò la prima gara come titolare a causa di un infortunio di Brandon Flowers, mettendo a referto un tackle e 2 passaggi deviati contro i New York Giants oltre a recuperare un fumble nella end zone dei Giants che trasformò in un touchdown. Nel turno successivo fece registrare il primo intercetto in carriera su Ryan Fitzpatrick dei Tennessee Titans. La settimana seguente contro gli Oakland Raiders mise a referto il suo secondo intercetto. La stagione da rookie di Cooper si concluse con 44 tackle, 3 intercetti1, 18 passaggi deviati e un fumble forzato disputando tutte le 16 partite, di cui 6 come titolare. La sua seconda annata non fu al livello della precedente, terminando con 21 tackle, 3 passaggi deviati e nessun intercetto in 13 presenze (4 come titolare).

## Palmarès
- Difensore della NFC della settimana: 1

2ª del 2016

## Statistiche
| Partite totali      | 29 |
| Partite da titolare | 10 |
| Tackle              | 65 |
| Sack                | 0  |
| Intercetti          | 3  |

Statistiche aggiornate alla stagione 2014